# Tillandsia 'Tina'
Tillandsia 'Tina' es un cultivar híbrido del género Tillandsia perteneciente a la familia Bromeliaceae.
Es un híbrido creado con la especie Tillandsia punctulata × desconocido.